# GLRA1
GLRA1 (англ. Glycine receptor alpha 1) – білок, який кодується однойменним геном, розташованим у людей на короткому плечі 5-ї хромосоми.  Довжина поліпептидного ланцюга білка становить 457 амінокислот, а молекулярна маса — 52 624.
| 10         |  | 20         |  | 30         |  | 40         |  | 50         |
| ---------- |  | ---------- |  | ---------- |  | ---------- |  | ---------- |
| MYSFNTLRLY |  | LWETIVFFSL |  | AASKEAEAAR |  | SAPKPMSPSD |  | FLDKLMGRTS |
| GYDARIRPNF |  | KGPPVNVSCN |  | IFINSFGSIA |  | ETTMDYRVNI |  | FLRQQWNDPR |
| LAYNEYPDDS |  | LDLDPSMLDS |  | IWKPDLFFAN |  | EKGAHFHEIT |  | TDNKLLRISR |
| NGNVLYSIRI |  | TLTLACPMDL |  | KNFPMDVQTC |  | IMQLESFGYT |  | MNDLIFEWQE |
| QGAVQVADGL |  | TLPQFILKEE |  | KDLRYCTKHY |  | NTGKFTCIEA |  | RFHLERQMGY |
| YLIQMYIPSL |  | LIVILSWISF |  | WINMDAAPAR |  | VGLGITTVLT |  | MTTQSSGSRA |
| SLPKVSYVKA |  | IDIWMAVCLL |  | FVFSALLEYA |  | AVNFVSRQHK |  | ELLRFRRKRR |
| HHKSPMLNLF |  | QEDEAGEGRF |  | NFSAYGMGPA |  | CLQAKDGISV |  | KGANNSNTTN |
| PPPAPSKSPE |  | EMRKLFIQRA |  | KKIDKISRIG |  | FPMAFLIFNM |  | FYWIIYKIVR |
| REDVHNQ    |  |            |  |            |  |            |  |            |

A: Аланін

C: Цистеїн

D: Аспарагінова кислота

E: Глутамінова кислота

F: Фенілаланін

G: Гліцин

H: Гістидин

I: Ізолейцин

K: Лізин

L: Лейцин

M: Метіонін

N: Аспарагін

P: Пролін

Q: Глутамін

R: Аргінін

S: Серин

T: Треонін

V: Валін

W: Триптофан

Кодований геном білок за функціями належить до рецепторів, іонних каналів, хлорних каналів. 
Задіяний у таких біологічних процесах як транспорт іонів, транспорт, альтернативний сплайсинг. 
Білок має сайт для зв'язування з іонами металів, іоном цинку, хлоридом. 
Локалізований у клітинній мембрані, мембрані, клітинних контактах, клітинних відростках, синапсах.